# 伯利恆 (新罕布什爾州)
伯利恆（英語：Bethlehem）是一個位於美國新罕布什爾州格拉夫頓縣的鎮。

## 人口
根據2020年美國人口普查的數據，伯利恆的面積為235.60平方千米，當中陸地面積為234.70平方千米，而水域面積為0.90平方千米。當地共有人口2484人，而人口密度為每平方千米11人。